# Buby Bertels
Buby Bertels (Willebroek, 1995) is een Belgisch waterskiër en powerboatracer.

## Levensloop
Buby Bertels werd in 2013 Belgisch kampioen waterski racing Formule 1. 
Bertels behaalde in 2016 brons op het Europees kampioenschap in de Formule 1 van het waterski-racen. Daarnaast werd Bertels tweemaal wereldkampioen in de discipline 'endurance' van het powerboating.

## Palmares
Waterskiën
- 2013:  Belgisch kampioenschap Formule 1
- 2016:  Europees kampioenschap Formule 1

Powerboating
- 2017:  Wereldkampioenschap endurance
- 2019:  Wereldkampioenschap endurance B-300
- 2021:  Wereldkampioen Pleasure Navigation B-300